# こちら!カタムキテレビ制作会社
『こちら！カタムキテレビ制作会社』（こちら カタムキテレビせいさくがいしゃ）は、GyaOの10chで放送していたバラエティ番組。2006年9月に28話を持って更新終了。現在は全28話を放送している。

## 概要
東京のある所にテレビ番組を制作する会社があった。その名は『カタムキテレビ制作会社』。経理の赤地大（柳原哲也）、ディレクターの伊張泰蔵（団長）、ADの佐掘益男（クロちゃん）、喰杉太（HIRO）、デスクの二股加代（夏目ナナ）、そしてプロデューサーの不渡金作（平井善之）が一癖も二癖もある面々。涙あり、笑いありのドタバタ人情ストーリー。

## 内容
テレビ番組制作会社を舞台にしたコント番組。涙ありと書いてあるが、感動的な話はあまり無く、殆どがギャグである。放送当時のブームを使ったネタや、トリビアの泉、笑点など、他のテレビ番組を真似してメンバーでやってみたりするパロディネタが多い。メンバーのボケに対するツッコミはほぼ全てを赤地大（柳原哲也）が行い、準レギュラーで本来はツッコミのはずのオーバードライブの緒方雅史もボケに回っている。佐堀益男（クロちゃん）がイジられるネタが多く、その際は赤地大も止めに入らずイジりに参加する。また出演者の内輪ネタの暴露もある。番組がヤマを過ぎると「とびだせ!ヤングDEゴーゴー」という松竹芸能の無名若手芸人がコントや漫才をする宣伝番組（本編とは全く関係がない）が入る。

## シリーズ一覧
＃01　〜第一話〜「人気タレントが我が社にやってきた!」
＃02　〜第二話〜「スポンサーさがしに行こう!」
＃03　〜第三話〜「我が社に会長がやってきた!」
＃04　〜第四話〜「ゴールデン番組をつくろう」
＃05　〜第五話〜「ボクの愛しのおばあちゃん」
＃06　〜第六話〜「熱き女の戦い」
＃07　〜第七話〜「ドキュメンタリー大賞獲得!?」
＃08　〜第八話〜「ゴールデン番組をつくろう!PART2」
＃09　〜第九話〜「テレビショッピングを作ろう!」
＃10　〜第十話〜「AD大奮闘!」
＃11　〜第十一話〜「決戦！フットサル対決!」
＃12　〜第十二話〜「大喜利で昇天!?」
＃13　〜第十三話〜「大物スター登場!?」
＃14　〜第十四話〜「萌え尽きた青春!」
＃15　〜第十五話〜「パンティ泥棒を捕まえろ!」
＃16　〜第十六話〜「ラップだ　YO-YO 選手権」
＃17　〜第十七話〜「ホスト流接待でバッチリ!?」
＃18　〜第十八話〜「カタムキテレビが買収!?」
＃19　〜第十九話〜「ディレクターのヤンキー列伝!」
＃20　〜第二十話〜「ゴールデン番組を作ろう!PART3」
＃21　〜第二十一話〜「カタムキテレビ殺人事件!?」
＃22　〜第二十二話〜「大喜利で昇天!?PART2」
＃23　〜第二十三話〜「恐怖！謎の来訪者」
＃24　〜第二十四話〜「カタムキアイドルを探せ！」夏休みスペシャル拡大版‼
＃25　〜第二十五話〜「ゴールデン番組を作ろう!PART4」
＃26　〜第二十六話〜「ボクがデスクで私がAD!?」
＃27　〜第二十七話〜「カタムキテレビ健康診断!」
＃28　〜最終話〜「カタムキテレビフォーエバー」

## 出演者
- 夏目ナナ
- HIRO（安田大サーカス）
- クロちゃん（安田大サーカス）
- 団長（安田大サーカス）
- 柳原哲也（アメリカザリガニ）
- 平井善之（アメリカザリガニ）

他に沢山のゲストが出演し、
準レギュラーとして鈴木杏奈(現・住谷杏奈)、オーバードライブがいる。